# Bozoum Airport
Bozoum Airport är en flygplats i Centralafrikanska republiken.   Den ligger i prefekturen Préfecture de l'Ouham-Pendé, i den västra delen av landet, 300 km nordväst om huvudstaden Bangui. Bozoum Airport ligger 681 meter över havet.
Terrängen runt Bozoum Airport är platt. Närmaste större samhälle är Bozoum, 7,0 km öster om Bozoum Airport.
I omgivningarna runt Bozoum Airport växer huvudsakligen savannskog. Runt Bozoum Airport är det mycket glesbefolkat, med 6 invånare per kvadratkilometer.